# Państwo Sikhów
Państwo Sikhów – państwo historyczne powstałe w 1799 na terytorium Pendżabu. Szczyt potęgi osiągnęło na początku XIX stulecia, kiedy Ranjit Singh wprowadził reformy w duchu europejskim. W 1849, po przegranej wojnie z Anglią, stało się jej protektoratem, jako ostatni region Indii.